# Ильичёва, Светлана Владимировна
Светлана Владимировна Ильичёва (род. 18 мая 1937, Свердловск) — советская и латвийская журналистка, редактор, хроникёр развития науки Латвийской ССР, автор расследования и книги о расстреле царской семьи «След демона».

## Биография
Родилась в семье уральских журналистов 18 мая 1937 года. С детства дружила с дочерьми видного советского физика Семёна Петровича Шубина Таней и Зиной, что зародило в ней интерес к людям науки.
В 1944 году начала учиться в средней женской школе № 12 имени Максима Горького и вместе с сестрой записалась в хор малышей свердловского Дворца пионеров. После концертов в госпиталях для раненых детям выдавали угощение — маленькую булочку и кулёк с конфетами.
В 1954 году окончила школу и поступила на факультет журналистики УрГУ.
Профессиональную деятельность начала в 1959 году в молодёжной газете «Калининградский комсомолец», где писала о начинающих литераторах, о моряках, делала репортажи со съёмочных площадок: разрушенный во время войны город использовался как павильон под открытым небом. В частности, в 1960 году режиссёры А.Алов и Наумов снимали здесь картину «Мир входящему», где в главной роли выступил уралец Александр Демьяненко.
В 1962 году вернулась в Свердловск, работала в газете «На смену!» (орган Свердловского обкома ВЛКСМ), которую редактировал Феликс Евгеньевич Овчаренко (1932—1971). Сделала первые интервью с режиссёром Глебом Панфиловым и артистом свердловского театра драмы Анатолием Солоницыным.
В 1964 году переехала в Ригу к родственникам, была принята на работу в редакцию газеты «Советская Латвия». Перед отъездом в Латвию она получила поручение отца разыскать в Риге красного латышского стрелка Яна Мартыновича Свикке, очевидца событий июля 1918 года, когда в Екатеринбурге была расстреляна царская семья. Эта история стала для Ильичёвой темой жизни: она самостоятельно проследила жизненный путь участников и свидетелей этих трагических событий, несмотря на то, что вплоть до 1990-х годов прошлого века на «царское дело» существовало государственное табу.
В газете вела тему науки, которая в Советской Латвии бурно развивалась. Основателями Академии наук 7 февраля 1946 года стали Г. Ванаг, А. Иевиньш, А. Калниньш, А.Кирхенштейн, А. Круминь, П. Леиньш, П. Номалс, П. Страдынь, А. Упит, Я. Эндзелинь. Особенно успешно развивалась химическая наука, выделилась в приоритетное направление химия лекарств, где главенствовал Институт органического синтеза и его руководитель Соломон Гиллер. Ильичёва рассказывала о научных исследованиях, строительстве нового химического центра, города Олайне, сооружённого за 5-7 лет рядом с Ригой.
Светлана Ильичёва фактически создала летопись латвийской науки во время её бурного развития и расцвета, когда по многим направлениям Латвия лидировала не только в СССР, но и в мире. Среди героев её статей были академики-химики Э. Лукевиц, Л. Лепинь, Э. Грен, исследователь пептидных гормонов профессор Гунар Игнатьевич Чипенс, микробиологи академики Р. Кукайн, М. Бекер. Её публикации охватили людей науки из самых разных областей. Это лесохимия (проф. А.Калнынь, А.Ведерников), механика полимеров (академик А. Малмейстер, профессор И.Кнет), электроника и вычислительная техника(академик Э. Якубайтис), гидробиология (проф. Г. Андрушайтис), лесоводство (институт лесохозяйственных проблем, С. Салиньш), неорганическая химия (академик Б.Пурин), физика твёрдого тела (проф. Ю.Михайлов, доктор физических наук К.Шварц), Саласпилсский научно-исследовательский атомный реактор.
В Латвии было хорошо поставлено здравоохранение и успешно трудились выдающиеся учёные-медики, которые также были запечатлены на страницах газеты «Советская Латвия» благодаря С.Ильичёвой. Это академик В. Калнберз, профессора В. Уткин, Э. Эзериетис, А. Блюгер, В. Линар, Ю. Аншелевич, Н. Андреев, В. Брамберга, А. Муцениеце, В. Канеп.
Ильичёва рассказала, как в г. Олайне, на НПО «Биохимреактив» в 1982 году приезжал лётчик-космонавт СССР, доктор медицинских наук профессор Борис Борисович Егоров, который поблагодарил латвийских учёных за создание успокоительного препарата фенибут, входившего в бортовую аптечку советских космических кораблей, и за работы учёных Института электроники и вычислительной техники АН Латвии по созданию вычислительных систем автоматизации научных исследований.
В 1990-е годы Ильичёва перешла в редакцию газеты Прибалтийского военного округа «За Родину», где опубликовала несколько знаковых политических интервью. Так, Дайнис Иванс, председатель Народного фронта Латвии, впервые избранный в те дни заместителем председателя Верховного Совета Латвии, публично отрицал возможность дискриминации жителей Латвии по национальному признаку и подданству: «Каждый, кто захочет принять латвийское гражданство, должен получить его» («За Родину», 9 августа 1990 г.). Реально одним из первых шагов Верховного совета после восстановления независимости де факто было принятие дискриминационного закона «О гражданстве», в результате которого в стране появилось 800 тысяч неграждан.
Председатель Интерфронта трудящихся Латвии А. Г. Алексеев указывал, что «…акт о восстановлении независимости можно принять законным путём только после всенародного референдума. Хотя господин Иванс, будучи председателем Народного фронта, говорил о независимости Латвии не иначе как через референдум. Но лидеры в парламенте избегают даже разговоров о нём».
Своё последнее интервью на посту первого секретаря ЦК Компартии Латвии Ильичёвой дал Альфред Петрович Рубикс (« С тревогой за будущее», 17 мая 1991 г.).
После вывода Советской Армии из Прибалтики и ликвидации газеты «За Родину» Ильичёва работала в еженедельнике «Независимая Балтийская Газета». В ней Ильичёва начала публиковать материалы своего расследования обстоятельств расстрела царской семьи. В первом номере в октябре 1991 года была размещена статья «Сенсационный список: Юровский не был главным цареубийцей».

## Расследование роли латышских красных стрелков в цареубийстве
Тему расстрела царской семьи, его обстоятельств и участников, Ильичёва начала изучать с подачи своего отца в 1964 году, когда впервые встретилась в Риге с Яном Мартыновичем Свикке, опубликовавшим список расстрельной команды из латышей. Свикке гордился, что был лично знаком с Лениным, которому лично отчитывался о выполненных заданиях по доставке в трёхдневный срок из Тобольска в Свердловск семьи и свиты Романовых.
Изучив документы, Ильичёва пришла к выводу, что Ян Мартынович Свикке многое в своих воспоминаниях преувеличивал и придумывал. Ильичёва дезавуировала ошибочное утверждение Ю. А. Жука, приписавшего Свикке авторство надписи на обоях «расстрельной комнаты» на немецком языке: «В эту ночь Валтазар/ Был убит своими холопами» (строки из поэмы Гейне «Царь Валтазар»). Она представила и опубликовала графологическую экспертизу образцов почерка Свикке в сравнении с известной надписью.
Ильичёва установила, что Свикке был в Екатеринбурге в июле 1918 года не командиром «отряда особого назначения», а комиссаром типографии Штаба Окружного комиссариата по военным делам Уральского военного округа. Он выпускал на латышском языке газету «Uz priekšu! („Вперед!“)». После тщательного просеивания документов, оставленных Свикке, сохранилось, пожалуй, единственное зерно правды: он точно знал, кто именно из латышских стрелков непосредственно участвовал в акции. Это «зерно» приписано карандашом на одном из старых, но очень важных списков. Известно, что 4 июля 1918 года охрана дома Ипатьева, где содержались Романовы, была заменена на латышских стрелков. Во внутреннюю охрану пришли Е. К. Каякс, Я. М. Целмс, Ф. Г. Индриксон, Я. М. Сникерс и К. Б. Крумин (Круминьш). Алиби по поводу неучастия в расстреле есть только у двоих. Янис Сникерс в ночь с с 16 на 17 июля 1918 года дежурил на телефоне на втором этаже Ипатьевского дома и лишь наблюдал, как после приглашения спуститься в подвал Николай Александрович Романов снёс вниз на руках сына Алексея, а за ним проследовали жена и дочери с подушками, так как им объявили, что им придётся провести ночь в подвале, спасаясь от бомбёжек. А Фрицис Индриксон был отстранён от службы комендантом дома Я. Юровским, которому не понравилось, что тот общается с царским камердинером Алоизом Труппом по-латышски.
Светлана Ильичёва участвовала с докладами в конференции о поисках останков царской семьи в Санкт-Петербурге (1998) и Романовских чтениях в Екатеринбурге.
Она уверена, что найденные в июле 1991 года в окрестностях Екатеринбурга под насыпью Старой Коптяковской дороги останки никакого отношения к царской семье не имеют, а сделанные генетические экспертизы костей — фальсификация.
«В 1961 году в редакции газеты „Уральский рабочий“, где работал мой отец, проходила встреча с участником событий Михаилом Медведевым, — рассказала Ильичёва. — Он рассказал, как на следующий день после убийства уничтожались следы: раздетые тела обливались серной кислотой, а затем расчленялись, обливались бензином и сжигались на кострах. То, что осталось, затем было сброшено в старую шахту. Медведев пытался найти её в 1946 году, но не смог: говорил, что со временем увал затянуло растительностью».
Янис Мартынович Свикке при личных встречах с журналисткой начиная с 1964 года подтверждал, что наблюдал за уничтожением тел. Это делалось, потому что на Екатеринбург наступали войска Колчака, и следов от царской семьи нельзя было оставить. Ещё одним аргументом в пользу фальсификации при «обретении останков» служит то, что, будучи наследником престола, Николай Александрович посещал с визитом Японию, где на него было совершено нападение и он получил два сабельных удара по голове, при этом на черепе из «мощей» никаких следов нет. Отсутствует на нём и пулевое отверстие от выстрела в лоб коменданта Юровского, утверждавшего, что он именно так застрелил царя.
«Тему трагедии в Екатеринбурге превратили в коммерцию. Сделали музей в Екатеринбурге, маршрут Екатеринбург-Алапаевск на место убийства великой княгини Елизаветы Фёдоровны и князей Константиновичей. Это нажива, а не память», — сетует журналист.

## Книги
- «След демона». Екатеринбург: Уральский центр развития дизайна, 2014. ISBN 978-5-7408-0337-1.
- «Латвия моей судьбы». Екатеринбург, 2016. ISBN 978-5-4483-5156-3.

## Награды
Медаль «Ветеран труда СССР», удостоверение № 23 от 22 февраля 1988 г.

## Семья
- Отец — уральский журналист, краевед, литературный критик, редактор Владимир Яковлевич Ильичёв (1909—1987). Исследовал творчество П. П. Бажова. Один из основателей советской уральской журналистики: верстал первый номер газеты «Челябинский комсомолец» (1931 г.), был ответственным секретарём окружной военной газеты «Красный боец», работал в газете «На смену!» (1933—1935), «Уральский рабочий» (1935, 1939—1941, 1946−1967). По совместительству преподавал в Коммунистическом институте журналистики, после Великой Отечественной войны — на факультете журналистики Уральского государственного университета имени А. М. Горького[10].
- Мать — Анна Гавриловна Ильичёва (1913−1999), журналист газеты «Уральский рабочий».
- Муж — Борис Тимофеевич Шалаев (1940−2009), инженер рижского завода «Коммутатор», закрытого после восстановления независимости Латвии.